# Ludwig Timotheus Spittler

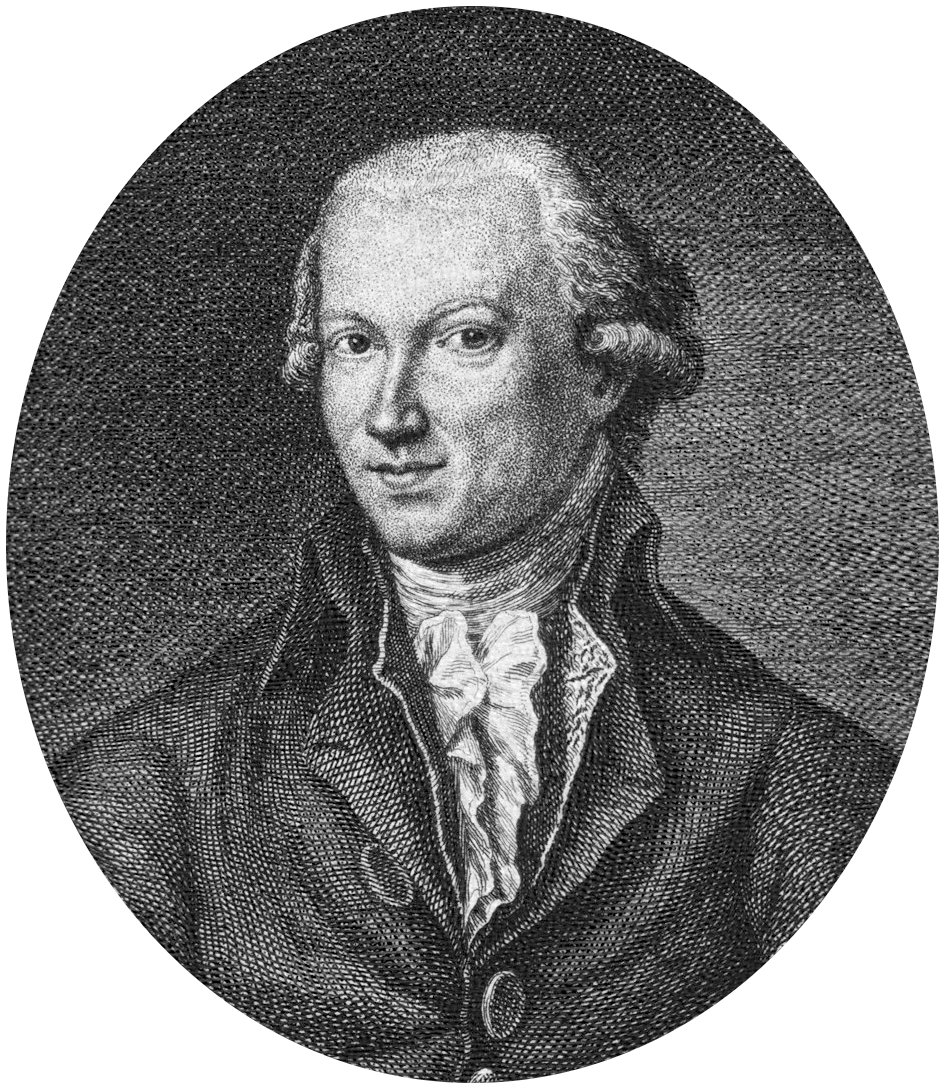
Ludwig Timotheus Spittler

Ludwig Timotheus Freiherr von Spittler (* 11. November 1752 in Stuttgart; † 14. März 1810 ebenda) war ein deutscher Historiker für Kirchengeschichte, politische Geschichte und Landesgeschichte.

## Leben
Als Sohn eines Stuttgarter Pastors war er von Haus aus für die theologische Laufbahn bestimmt. Der Rektor des Gymnasiums, Johann Christian Volz (1721–1783) weckte sein Interesse für Geschichte.
1771 ging Spittler in das Tübinger Stift, wo er philosophische und theologische Studien betrieb, u. a. auf dem Gebiet Kirchen- und Dogmengeschichte. Seine Vorbilder wurden Johann Salomo Semler und Lessing. 1775 schloss er seine theologischen Studien ab und unternahm Sommer 1776 eine Reise nach Weimar, Göttingen, Wolfenbüttel, Berlin und Halle, wobei er auch Lessing besuchte. 1777 trat er als Repetent wieder in das Tübinger Stift ein, 1778 wurde er dann Professor an der Georg-August-Universität Göttingen. 1797 verließ er die akademische Laufbahn und wurde 1806 Minister in Württemberg und Kurator der Universität Tübingen.
Seit 1782 war Spittler Mitglied der Göttinger Freimaurerloge „Augusta zu den drei Flammen“. 1784 und 1789–1793 bekleidete er das Amt des Meisters vom Stuhl. 1784 wurde er zum ordentlichen Mitglied der Göttinger Akademie der Wissenschaften gewählt. Seit 1808 war er auswärtiges Mitglied der Bayerischen Akademie der Wissenschaften und seit 1809 korrespondierendes Mitglied der Königlich Niederländischen Akademie der Wissenschaften (damals Koninklijk Instituut).
Zusammen mit dem Geschichtsforscher Johann Christoph Gatterer (seit 1759 Professor in Göttingen, gründete 1764/66 ein Königliches Historisches Institut in Göttingen), dem Staatsrechtslehrer Johann Stephan Pütter und dem Historiker August Ludwig von Schlözer begründete er die Göttinger historische Schule.
Als Begründer der hannoverschen Landesgeschichtsforschung schrieb er 1786 seine Geschichte des Fürstenthums Hannover seit der Reformation. Zusammen mit dem Göttinger Professor Christoph Meiners gab er von Januar 1787 bis August 1791 das Göttingische Historische Magazin heraus. Spittler, Schlözer und Ernst Brandes gehörten zu den hannoverschen Whigs.
Einer seiner bekannten Schüler war der Privatgelehrter und Mäzen Arnold Schuback (1762–1826).

## Werke (Auswahl)
- Geschichte des kanonischen Rechts bis auf die Zeiten des falschen Isidorus. Gebauer, Halle 1778.
- Geschichte des Kelchs im Abendmal. Meyersche Buchhandlung, Lemgo 1780 (Digitalisat).
- Geschichte Wirtembergs unter der Regierung der Grafen und Herzoge. Vandenhoek, Göttingen 1783 (Digitalisat).
- Geschichte des Fürstenthums Calenberg. Witwe Vandenhoek, Göttingen 1786.
- Geschichte des Fürstenthums Hannover. Zwei Bände. Witwe Vandenhoek, Göttingen 1786.
- Entwurf der Geschichte der Spanischen Inquisition. Hannover 1788.
- Sammlung einiger Urkunden und Aktenstücke zur neuesten Wirtembergischen Geschichte. Zwei Bände. Vandenhoek, Göttingen 1791/1796.
- Geschichte der dänischen Revolution im Jahr 1660. Mylius, Berlin 1796 (Digitalisat).
- Grundriß der Geschichte der christlichen Kirche. 5. Aufl.  Mäcken, Reutlingen 1815.
- Über die Geschichte und Verfassung des Jesuitenordens. Leipzig 1817.
- Regierungsgeschichte des Herzogs Christoph zu Würtemberg. Laupp, Tübingen 1818.
- Geschichte der Bettelmönchsorden. Hamburg 1822.
- Geschichte der Jesuiten. Hamburg 1822.
- Geschichte des Benedictinerordens. Hamburg 1823.
- Kurze Geschichte des Tempelherrn-Ordens. Hamburg 1823.
- Entwurf der Geschichte der europäischen Staaten. Zwei Bände. 3. Aufl. Mylius, Berlin 1823.
- Sämmtliche Werke. Fünfzehn Bände. Cotta, Stuttgart/Tübingen 1827–1837.
- Geschichte des Pabstthums. Haerter, Wien 1828.
- Vorlesungen über Politik. Cotta, Stuttgart/Tübingen 1828.
- Vermischte Schriften über wirtembergische Geschichte, Statistik und öffentliches Recht. Zwei Bände. Cotta, Stuttgart 1837.